# Szatola Albert
Szatola Albert (Budapest, 1927. február 16. – Rancho Alegre, 2010. április 19.) magyar lovas, díjugrató, olimpikon és lovaglótanár.  Az 1956. évi nyári olimpiai játékok résztvevője.

## Pályafutása
Szülők nélkül nőtt fel nevelőintézetben. 1949-ben került Kiskunhalasra a rendőrség istállójába munkatársnak. 1951-ben Aranyos nevű lovával megdöntötte  magasugrásban a kétméteres csúcsot 2 méter 7 centiméterre. Díjugratásban kétszer nyert magyar bajnoki címet (1953, 1955). A Bástya SE, a Budapesti majd Újpesti Dózsa versenyzője és rendőr százados volt.
Az 1956-os Stockholmi lovas olimpián a díjugratás egyéniben Aranyos nevű lován, 24 hibaponttal a 11. helyen végzett. A korabeli leírások szerint a selejtezőben bátran versenyzett. Három hibát vétett és 16 hibaponttal a 12. helyen végzett a verseny első felében. A délutáni versenyben már csak 48 lovas maradt a 66 közül. A döntőre húszezer néző volt kíváncsi. Itt is kitűnően lovagolt, két akadálynál hibázott csak. 8 hibapontot kapott, így összesítésben a fent említett 24 hibaponttal szerezte meg az értékes 11. helyezést az igen erős mezőnyben.
1957-ben Zágrábban a versenye után nyugatra távozott. 1959-ben érkezett Venezuelába és haláláig ott élt. Eleinte, mint lovaglótanár dolgozott. Később Fedák Sári ott élő családjánál dolgozott, akik az országban meghonosították az arab lovakat. Feladata ezeknek a lovaknak a nevelése volt, mint a család lovardájának vezetője. Halála után elhamvasztották és felesége őrizte otthon hamvait. Utolsó kívánsága az volt, hogy majd feleségével együtt szórják bele őket a tengerbe.